# Siccia duodecimpunctata
Siccia duodecimpunctata är en fjärilsart som beskrevs av Sergius G. Kiriakoff 1958. Siccia duodecimpunctata ingår i släktet Siccia och familjen björnspinnare. Inga underarter finns listade i Catalogue of Life.